# Pudu
Pudu es un género monotípico de cérvidos nativos de la región andina de América del Sur, conocidos comúnmente como pudúes o también venados, por su semejanza con otros cérvidos que llevan ese nombre. Se trata de los miembros más pequeños de la familia de los cérvidos.

## Etimología
El término "pudú" proviene del mapudungun püdu o püdü, nombre usado para la especie del Cono Sur (Pudu puda).

## Especies
Actualmente solo se conoce una especie del género:
- Pudu puda

Una revisión del género hecha por los investigadores Barrio, Gutiérrez & D’Elía (2024) mostró que tanto Pudu mephistophiles como Pudella carlae mostraban un clado diferenciado de Pudu pudu, por lo que he ha propuesto el trasladar ambas especies al género Pudella.

## Distribución

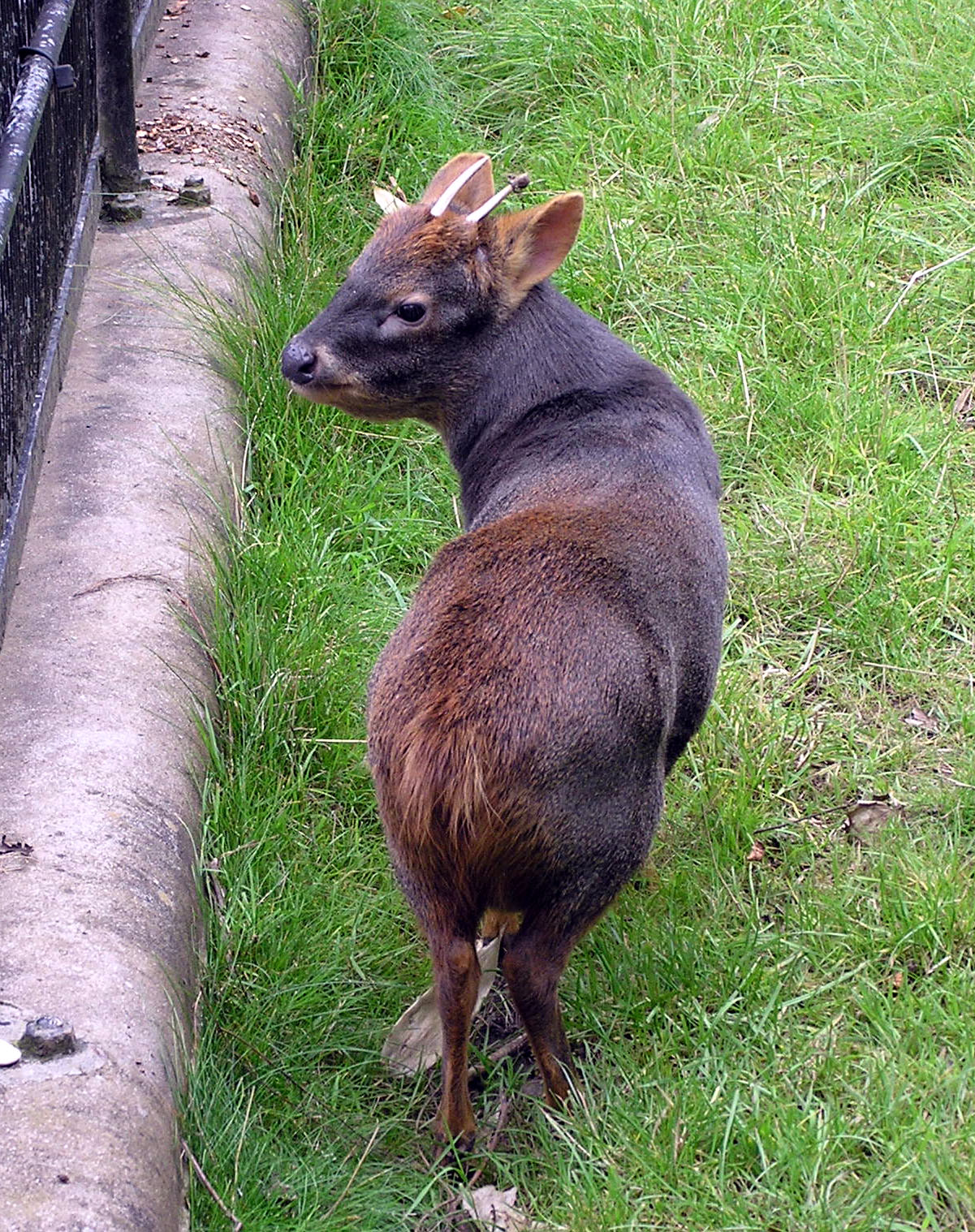
Pudu del Sur en el Zoológico de Bristol, Bristol, Inglaterra (Adrian Pingstone, 2005).

La especie Pudu puda, de la que el género toma el nombre, solo se encuentra en el sudoeste de la Argentina y en el centro-sur de Chile. 
En la Argentina, su presencia se extiende desde el suroeste de Neuquén hasta el suroeste de Santa Cruz. En el parque nacional Lanín se lo detectó en numerosos lugares tanto en el norte como en el sur del mismo. El área de mayor concentración de individuos parecería ser la zona oeste de la cuenca de los lagos Epulafquen, Carilafquén y Curruhué. 
En Chile, se presenta en poblaciones aisladas, desde la ciudad de Curicó hasta la Región del Biobío y en forma continua desde la Región de la Araucanía hasta la Región de Aysén. El pudú aparenta ser abundante solo en la isla de Chiloé.

## Características
Los pudúes miden entre 60 y 90 cm de largo y 30 a 40 cm de alto, presentan una cabeza corta y un peso entre 7 y 10 kg. 
El color varía de café rojizo a grisáceo amarillento. Los recién nacidos presentan un tono café rojizo con pequeños puntos blancos o crema dependiendo en cada caso, siendo la gran mayoría blancos.

## Historia natural
Viven en los bosques, en áreas de sotobosque denso, especialmente bambúes como la quila o el coligüe. Su alimentación la constituyen hojas, hierbas y una amplia gama de vegetales de la región en la que habitan. La escasa evidencia disponible sugiere que son nocturnos. Son animales solitarios, excepto durante el período reproductivo. Vive desde el nivel del mar hasta los 1800 metros.

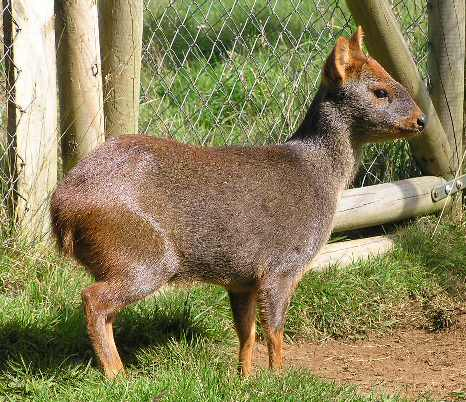
Pudú del sur.

Tras doscientos a doscientos diez días de gestación, la hembra construye una cama de hojas donde pare normalmente una sola cría, que al nacer es de color pardo rojizo con manchas blanquecinas en el lomo y los muslos, las que desaparecen aproximadamente a los tres meses de edad. Cuando el cervatillo alcanza la edad de tres meses comienzan a brotar las puntas de los cuernos. Los pudúes llegan a la madurez sexual al año.
Sus principales enemigos naturales son el puma, los zorros, los grandes estrígidos. Sin embargo la mayor amenaza para su conservación son la destrucción del bosque nativo por parte del ser humano y por los perros domésticos. Otros problemas que afectan a esta especie son la cacería ilegal, los atropellos y los incendios.